# Saint-Adjutory
Saint-Adjutory è un comune francese di 386 abitanti situato nel dipartimento della Charente, nella regione della Nuova Aquitania.

## Società

### Evoluzione demografica
Abitanti censiti